# Peter Stubbe
 (1525 – Bedburg, 28 ottobre 1589) è stato un serial killer tedesco.
Conosciuto anche con i nomi di Peter Stube, Pe(e)ter Stubbe, Peter Stübbe o Peter Stumpf. Si ritiene che il cognome Stump con il quale è maggiormente conosciuto, sia stato dato per il semplice fatto che a Stubbe era stata amputata la mano sinistra, e al posto di essa era rimasto un moncone (che in inglese si dice Stump e in tedesco Stumpf).

## Biografia
Stubbe fu protagonista del più famoso caso di licantropia avvenuto nel XVI secolo in Germania, dove viveva a Bedburg, nei pressi di Colonia. È stato uno dei primi serial killer conosciuti della storia.
L'uomo fu accusato di aver ucciso, fra il 1564 e il 1589, due donne incinte e tredici bambini (compresi alcuni dei suoi figli). Di notte adottava vari comportamenti di licantropia e uccideva le sue vittime tagliando o mordendo loro la gola, dopodiché ne portava il cadavere in un posto isolato per poterne bere il sangue e, con l'ausilio di un coltello, estrarre le viscere. In particolare, ammazzò uno dei suoi figli spaccandogli la testa con un'ascia, per poterne estrarre il cervello.
Di notte si aggirava nelle stalle sventrando e mangiando sul posto alcuni capi di bestiame. Fu arrestato nell'ottobre 1589 a seguito di un tentato omicidio, sventato da un passante che lo vide e diede l’allarme urlando.
Era conosciuto come una persona normale.
Nella sua confessione, ottenuta però mediante la tortura, raccontò di aver ricevuto dal diavolo una cintura magica (mai rintracciata), con la quale poteva trasformarsi in lupo ogni volta che la indossava. Ammise inoltre di aver praticato magia nera sin dai dodici anni e di aver frequentato assiduamente il Diavolo.
Condannato a morte dal tribunale di Bedburg il 28 ottobre, la sentenza fu eseguita il 31 ottobre 1589: venne sottoposto al supplizio della ruota, poi gli furono asportate varie parti del corpo con una tenaglia incandescente, con un'ascia gli furono amputati mano e piedi e infine fu decapitato. La testa venne infilzata su un palo come monito, mentre i suoi resti vennero bruciati sul rogo.
Anche la compagna di Stubbe, Katherine Tropin, e la figlia Beel furono riconosciute complici del killer, venendo così condannate al rogo e arse vive lo stesso giorno dell'esecuzione di Stubbe.

## Nella cultura di massa
Il gruppo statunitense Macabre scrisse una canzone su Peter, intitolata "The Werewolf of Bedburg" contenuta nell'album Murder Metal.
Nella trilogia horror Pine Deep dello scrittore Jonathan Maberry, il personaggio di Stubbe è incarnato da Ubel Griswold (uno dei suo alias): si narra infatti di un contadino che, con la luna piena, si trasforma in un lupo mannaro assetato di sangue che uccide bambini.
Stubbe è menzionato nel libro L'esorcista, di William Peter Blatty, in un dialogo tra padre Karras e il tenente Kinderman.
A lui è inoltre dedicato il quinto episodio ("La bestia che è in noi" - "The Beast within") della prima stagione in Lore - Antologia dell'orrore.
Guido Nolitta (pseudonimo da sceneggiatore di fumetti di Sergio Bonelli) si ispirò a lui per il nome del dottor Stubb, il licantropo della storia di Zagor L'uomo lupo.
Il 17 maggio 2024 il gruppo power metal tedesco Powerwolf ha rilasciato il brano "1589", come singolo di promozione dell'album "Wake Up the Wicked", ispirato alla storia di Stubbe.